# Episodi di Fate/kaleid liner Prisma Illya

Logo della serie

Questa è la lista degli episodi dell'anime Fate/kaleid liner Prisma Illya, prodotto da Silver Link e adattamento dell'omonimo manga di Hiroshi Hiroyama, che è a sua volta uno spin-off della visual novel di Type-Moon, Fate/stay night. Ambientata in un universo alternativo a quello della serie precedente e al suo prequel, Fate/Zero, la serie segue Illyasviel von Einzbern, alias Illya, che a malincuore diventa una ragazza magica incaricata di catturare carte magiche sparse per la città. La prima stagione è stata diretta da Shin Ōnuma, Takashi Sakamoto e Miki Minato, sceneggiata da Kenji Inoue e composta musicalmente da Tatsuya Kato. È stata trasmessa in Giappone su Tokyo MX e relative affiliate dal 13 luglio al 14 settembre 2013. Gli episodi sono stati pubblicati in streaming una settimana prima sul portale Niconico. La sigla d'apertura è Starlog di ChouCho mentre quella di chiusura è Prism Sympathy delle StylipS. La sigla finale dell'episodio 9 è Tsunagu kizuna - Tsutsumu kodoku (ツナグキズナ・ツツムコドク? lett. "I legami connessi sigillano la solitudine") del gruppo StylipS.
Una seconda stagione, Fate/kaleid liner Prisma Illya 2wei!, è andata in onda tra il 10 luglio e l'11 settembre 2014. La sigla d'apertura è Moving Soul di Minami Kuribayashi mentre quella di chiusura è Two By Two di Yumeha Kouda.
La terza stagione, Fate/kaleid liner Prisma Illya 2wei Herz!, è stata invece trasmessa dal 25 luglio al 26 settembre 2015. La sigla di apertura è Wonder Stella (ワンダーステラ?, Wandā Sutera) di fhána mentre quelle di chiusura sono Happening☆diary (ハプニング☆ダイアリー?, Hapuningu☆daiarī) di Yumeha Kouda (episodi 1-5) e Wishing Diary (episodi 6-10), entrambe interpretate da Yumeha Kouda.
La quarta stagione, Fate/kaleid liner Prisma Illya 3rei!, è stata trasmessa dal 3 luglio al 21 settembre 2016. La sigla d'apertura è Asterism di ChouCho, mentre quella finale è WHIMSICAL WAYWARD WISH di TECHNOBOYS PULCRAFT GREEN-FUND feat. Yumeha Kouda. La sigla finale dell'episodio nove è Cuddle di ChouCho.
I diritti di distribuzione internazionale al di fuori dell'Asia sono stati acquistati da Crunchyroll, che ha pubblicato tutte e quattro le stagioni in simulcast in versione sottotitolata in vari Paesi del mondo, tra cui l'Italia, dove sono state rese disponibili la terza e la quarta serie.

## Lista episodi

### Fate/kaleid liner Prisma Illya
| Nº       | Titolo italiano (traduzione letterale) Giapponese 「Kanji」 - Rōmaji | In onda           | In onda |
| Nº       | Titolo italiano (traduzione letterale) Giapponese 「Kanji」 - Rōmaji | Giapponese        |         |
| 1        | La nascita di una ragazza magicaǃ 「誕生！魔法少女！」 - Tanjō! Mahō shōjo! | 13 luglio 2013    |         |
| 1        | Illya viene scelta dal Kaleidostick Ruby per diventare una nuova ragazza magica nonché la sua master. |                   |         |
| 2        | Chi? 「誰？」 - Dare? | 20 luglio 2013    |         |
| 2        | Illya deve affrontare la Carte di Classe di Rider sotto le istruzioni di Rin ma il compito si rivela più difficile del previsto. Durante la battaglia appare una misteriosa ragazza, coetanea di Illya. |                   |         |
| 3        | Girl Meets Girl 「ガール ミーツ ガール」 - Gāru Mītsu Gāru | 27 luglio 2013    |         |
| 3        | La misteriosa ragazza si rivela essere Miyu Edelfelt, allieva di Luvia, e questa si trasferisce nella classe di Illya. |                   |         |
| 4        | Abbiamo perso 「負けましたb」 - Makemashita | 3 agosto 2013     |         |
| 4        | Illya e le sue amiche devono combattere contro una nuova Carta di Classe, Caster. Quest'ultima però va oltre le loro aspettative e vengono sconfitte, così cercano di capire come migliorare il proprio lavoro di squadra per ottenere la rivincita. Alla fine Illya e Miyu uniscono le forze e sconfiggono Caster ma dinanzi a loro appare una paladina oscura, Saber Alter. |                   |         |
| 5        | Solo due opzioni..? 「選択肢は2つ…?」 - Sentakushi wa futatsu…? | 10 agosto 2013    |         |
| 5        | Illya e Miyu non hanno tempo di celebrare la loro vittoria ottenuta con molta fatica, poiché è apparsa dinanzi a loro la Carta di Classe di Saber che inizia subito ad attaccarle. Le due provano a contrastarla ma non possono nulla dinanzi alla sua forza schiacciante, così cercano di escogitare un piano per far fronte alla minaccia, nel mentre Rin e Luvia cercano di guadagnare tempo affrontando la nemica. Ad un certo punto Magical Ruby e Magical Sapphire decidono di tornare momentaneamente da Rin e Luvia per concedere ad entrambe i loro poteri e cercare di pareggiare i conti. |                   |         |
| 6        | Vuoto, fine della notte 「空白 夜の終わり」 - Kuhaku yoru no owari | 17 agosto 2013    |         |
| 6        | Nonostante abbiano riacquisto i loro poteri, Rin e Luvia non riescono comunque a sconfiggere Saber, così Illya inizia a disperarsi mentre Miyu tenta di calmarla. All'improvviso si rompe un sigillo che risiede all'interno di Illya e questa ottiene il potere della Carta di Classe di Archer che sfrutta per battere definitivamente Saber. Alla fine Illya crolla a terra per la stanchezza e viene scortata a casa da Miyu. |                   |         |
| 7        | Vittoria e fuga 「勝利と逃走」 - Shōri to tōsō | 24 agosto 2013    |         |
| 7        | Illya resta a casa per riprendersi dalla febbre e passa il tempo in maniera a discutere di vari argomenti con Miyu. Calata la notte le due affrontano assieme a Rin e Luvia la Carta di Classe di Assassin che riescono successivamente ad ottenere. Tuttavia durante lo scontro Illya mette involontariamente tutte quante in pericolo e Miyu le dice che non vuole più lottare al suo fianco, così l'altra si rattristisce e se ne va a casa da sola. |                   |         |
| 8        | Tornerò ad essere una ragazza normale 「普通の女の子に戻ります」 - Futsū no onna no ko ni modorimasu | 31 agosto 2013    |         |
| 8        | Dopo essere rimasta scioccata dagli avvenimenti della notte precedente, Illya non vuole più avere a che fare con il mondo della magia ed ignora totalmente Miyu, la quale tiene il medesimo atteggiamento nei suoi confronti. Alla sera, incontra Rin in un parco e le spiega che non vuole più essere una ragazza magica perché vuole tornare a condurre una vita normale. Dopo aver rispettato il suo volere, Rin si reca assieme a Miyu e Luvia alla ricerca dell'ultima carta rimasta su un grattacielo. |                   |         |
| 9        | Vi porrò fine qui e ora 「ここで終わらせる」 - Koko de owaraseru | 7 settembre 2013  |         |
| 9        | Irisviel torna a casa e fa capire ad Illya l'importanza del rapporto che vi era fra lei e Miyu. Nel frattempo, su un grattacielo imperversa una durissima battaglia contro Berserker, il quale mette alle strette Miyu, Rin e Luvia, nonostante facciano ricorso alle loro migliori abilità. Miyu arriva al punto di utilizzare il potere di Saber per tentare di tener testa al gigante mentre Illya inizia a correre verso il luogo dello scontro. |                   |         |
| 10       | Kaleidoscope 「Kaleidoscope」 | 14 settembre 2013 |         |
| 10       | Illya raggiunge le altre, riottiene i suoi poteri e salva Miyu che è arrivata allo stremo. Qui ne approfitta per chiarirsi con la sua amica e le due fanno pace, poi va a combattere contro Berserker, il quale è dotato di un'arma nobile che gli permette resurrezioni istantanee. Poco dopo Miyu riprende le forze e si affianca ad Illya nella battaglia, finendo per vincerla ed ottenere così l'ultima Carta delle Classi. Il giorno successivo Miyu va a svegliare Illya e quest'ultima mentre sta sognando finisce involontariamente per baciarla, dopo un po' di imbarazzo le due vanno a scuola insieme e dimostrano che il loro rapporto è più forte di prima. Più tardi Rin viene informata al telefono da Waver che lei e Luvia devono rimanere in Giappone per un anno. |                   |         |
| 11 (OAV) | Il ballo al festival sportivo! 「運動会 DE ダンス!」 - Undōkai DE Dansu! | 10 marzo 2014     |         |
| 11 (OAV) | Credendo che la castità della loro insegnante sia in pericolo, Illya e Miyu devono imparare a ballare per vincere il festival sportivo per la loro classe. |                   |         |

### Fate/kaleid liner Prisma Illya 2wei!
| Nº       | Titolo italiano (traduzione letterale) Giapponese 「Kanji」 - Rōmaji | In onda           | In onda |
| Nº       | Titolo italiano (traduzione letterale) Giapponese 「Kanji」 - Rōmaji | Giapponese        |         |
| 1        | Illya è cresciuta?! 「イリヤ grow up!?」 - Iriya grow up!? | 10 luglio 2014    |         |
| 1        | Siccome le linee temporanee non riescono ad essere ripristinate nonostante le carte siano state tutte quante recuperate, Rin e Luvia portano con sé Illya e Miyu per farsi aiutare a sigillare le linee. Tuttavia, durante il procedimento qualcosa va storto, portando Illya a dividersi in due differenti persone. |                   |         |
| 2        | Illya × Illya 「イリヤ×イリヤ」 - Iriya × Iriya | 17 luglio 2014    |         |
| 2        | Illya viene presa di mira dal suo clone oscuro, Kuro Illya, la cui creazione ha indebolito il potere dell'originale. Rin e le altre tentano di attirare Kuro in una trappola, ma la sua capacità di leggere le mosse altrui le lascia in svantaggio. Tuttavia, Illya riesce a condurre Kuro in una palude, permettendole di catturarla. |                   |         |
| 3        | Distruttrice di vita quotidiana 「日常ブレイカー」 - Nichijō Bureikā | 24 luglio 2014    |         |
| 3        | Dopo non essere riuscita a ottenere alcuna informazione da Kuro, Rin le mette un sigillo che le causerà dolore se dovesse succedere qualcosa a Illya. Quando Kuro scappa, Illya deve prendere delle misure drastiche per impedirle di avvicinarsi a Shirō. Il giorno successivo, Kuro causa diversi problemi a Illya quando inizia a baciare casualmente altre ragazze a scuola per ripristinare il proprio mana. Quando le due vengono viste insieme dalle compagne di classe, Kuro decide di fingere di essere la cugina di Illya. |                   |         |
| 4        | Un'esuberante nuova studentessa 「嵐の転校生」 - Arashi no tenkōsei | 31 luglio 2014    |         |
| 4        | Kuro si trasferisce nella classe di Illya, con grande sgomento di quest'ultima, e partecipa subito a una partita di dodgeball contro le compagne di classe che ha baciato l'altro giorno. Siccome la sua vita scolastica è a rischia, Illya decide di intervenire e sfida Kuro in una partita uno contro uno, ed entrambe finiscono per sfoderare il loro massimo potere magico. Kuro mette a segno un colpo critico sul viso di Illya, ma siccome il dolore è condiviso, svengono entrambe e terminano la partita in parità. Mentre si sta riprendendo, Kuro sospetta che l'infermiera della scuola sia a conoscenza di maggiori dettagli sulla sua esistenza più di quanto voglia far credere. Mentre Shirō va a prendere Illya, Miyu è un po' turbata dalle parole di Kuro che le intima di non stare troppo vicina a Illya perché potrebbe scoprire alcune cose di cui non è ancora stata messa al corrente. |                   |         |
| 5        | Beh, in altre parole... 「それは, つまり」 - Sore wa, tsumari | 7 agosto 2014     |         |
| 5        | Dopo che Illya fa esplodere inavvertitamente il muro del bagno di casa sua, la sua famiglia va a casa di Luvia per usare il suo bagno, dove Kuro causa svariati problemi a Illya. Più tardi, mentre Rin e Luvia chiedono a Illya come ha usato la carta di Archer, poi Illya afferma di voler tornare a condurre una vita normale ma ciò fa arrabbiare Kuro, che rivela di possedere la carta di Archer e scappa. Il giorno dopo, Miyu viene convocata da Kuro, sostenendo che il desiderio di Illya escludeva Miyu e anche le altre persone che aveva incontrato nel corso delle sue avventure. Tuttavia, Miyu ha fiducia nella sua amicizia con Illya e usa la carta di Saber per opporsi a Kuro. |                   |         |
| 6        | L'altra faccia di menzogne e falsità 「嘘と強がりの向こう側」 - Uso to tsuyogari no mukōgawa | 14 agosto 2014    |         |
| 6        | Miyu e Kuro disputano un'intensa battaglia prima che Illya arrivi sul logo per cercare di fermarle, scusandosi per le parole che aveva detto in precedenza. Quando Irisviel arriva improvvisamente a prendere Illya, Kuro cerca di attaccarla, ma lei la ferma con la sua stessa magia. Irisviel rivela che Kuro è stata sigillata in modo che Illya potesse diventare il Santo Graal, così Kuro si arrabbia quando scopre che la Guerra del Santo Graal non avrà più luogo, sentendo di non avere più un posto a cui appartenere. Finisce così per abusare del suo mana e inizia a scomparire, ma Illya le dà un po' del suo mana in modo che possa rimanere più a lungo con loro. Kuro desidera avere una famiglia e Illya decide di realizzare il suo desiderio, permettendole di entrare come un vero e proprio membro della sua famiglia.                                                                   |                   |         |
| 7        | Scontro! Le sorelle cuoche 「激突! クッキン•シスターズ」 - Gekitotsu! Kukkin shisutāzu | 21 agosto 2014    |         |
| 7        | Illya finisce per competere in una gara di pasticceria contro Kuro, finendo in svantaggio a causa di una delle sue compagne di squadra che aggiunge degli ingredienti bizzarri alla ricetta. Il giorno dopo, Illya cerca di imparare ad essere considerata da Kuro come una "sorella maggiore", senza avere molto successo. Tutti scoprono anche che Illya, Kuro e Miyu compiono lo stesso compleanno il 20 luglio. Più tardi, Kuro afferma di fare affidamento su Illya per continuare a fornirle il mana. |                   |         |
| 8        | Il suo nome è... 「彼女の名は」 - Kanojo no na wa | 28 agosto 2014    |         |
| 8        | Irisviel chiede a Rin e Luvia di intrufolarsi nella scuola di Illya per osservarla durante le lezioni, chiedendo poi loro di lasciare Illya e Kuro alle loro vite normali. Più tardi, mentre Rin osserva un cambiamento nelle linee temporanee e Miyu viene mandata a fare una commissione, una donna misteriosa di nome Bazett Fraga McRemitz appare dinanzi a Luvia, chiedendole di consegnare le Carte delle Classi. Mentre Luvia e il suo maggiordomo, Auguste, combattono contro Bazett, Rin cerca di lanciare un attacco furtivo, ma entrambi i suoi tentativi falliscono, mentre Bazett si prepara a fare la sua mossa contro Illya e Kuro. |                   |         |
| 9        | Battaglia in solitaria 「独りの戦い」 - Hitori no tatakai | 4 settembre 2014  |         |
| 9        | Bazett, che in precedenza era la responsabile della raccolta delle Carte delle Classi, lancia un feroce attacco contro Illya e Kuro nel tentativo di prendere le loro carte, travolgendole. Proprio quando sono messe alle strette, Miyu arriva e usa il potere della carta di Rider che Illya è riuscita a proteggere durante il combattimento contro Bazett. |                   |         |
| 10       | Le cose che queste mani hanno protetto 「その手が守ったものは」 - Sono te ga mamotta mono wa | 11 settembre 2014 |         |
| 10       | Bazett usa la sua arma, Fragarach, per contrastare la mossa più forte di Miyu e prendere la sua carta, mettendo presto gli occhi su Kuro. Tuttavia, collaborando insieme a Kuro e Ruby, Illya riesce ad attivare un sigillo che Rin ha lasciato, presumibilmente dandole la stessa maledizione di Kuro e lasciandola incapace di fare del male a Illya. Rin rivela anche l'esistenza di un'ottava carta, convincendo Bazett a stringere una tregua e a lasciare Illya con metà delle carte. Mentre le ragazze riprendono la loro vita quotidiana e aspettano con impazienza la loro escursione in spiaggia, nel mentre rimane ancora sconosciuto il luogo in cui si trova la misteriosa ottava carta. |                   |         |
| 11 (OAV) | La maghetta alle terme 「魔法少女in温泉旅行」 - Mahō shōjo in onsen ryokō | 25 luglio 2015    |         |
| 11 (OAV) | Illya e le altre si recano in una locanda termale, dove Rin e Luvia stanno svolgendo una missione segreta. Durante il viaggio, Kuro scopre che le sorgenti termali causano un consumo maggiore del solito sul suo mana, quindi Illya e Miyu compensano ciò facendo altre attività divertenti con lei. Giunta la notte, le ragazze indagano su un punto magico, che crea una sorgente termale nascosta e rettifica le proprietà delle sorgenti termali della regione. |                   |         |

### Fate/kaleid liner Prisma Illya 2wei Herz!
| Nº | Titolo italiano Giapponese 「Kanji」 - Rōmaji | In onda           | In onda |
| Nº | Titolo italiano Giapponese 「Kanji」 - Rōmaji | Giapponese        |         |
| 1  | È come guardarsi allo specchio, e non mi piace 「鏡にしてるみたいでイヤなんだけど」 - Kagami ni shiteru mitai de iya nandakedo | 25 luglio 2015    |         |
| 1  | Mentre Illya e le sue amiche si preparano per una gita in spiaggia, Mimi si imbatte in Illya e Kuro che stanno facendo il loro "trasferimento di mana". Successivamente, Miyu viene a casa di Illya per un pigiama party, dove si rivela molto timida nei confronti di Shirō. |                   |         |
| 2  | Compleanno di tre colori 「トリコロール・バースデー」 - Torikorōru Bāsudē | 1º agosto 2015    |         |
| 2  | Illya e le sue amiche arrivano sulla spiaggia insieme a Shirō e al suo amico Issei Ryūdō. Mentre si gode la spiaggia, Miyu racconta di avere un fratello, che assomiglia a Shirō, poi le ragazze incontrano Bazett, che sta lavorando part-time per pagare i suoi debiti. Più tardi, tutti gli altri hanno preparato una festa per festeggiare i compleanni di Illya, Miyu e Kuro, ma i festeggiamenti vengono interrotti da alcune rumorose costruzioni di Rin e Luvia, che stanno cercando di trovare l'ottava carta, così Illya si trova presto nel mezzo di un'oltraggiosa faida. Le cose si complicano quando Ruby cerca di iniettare a Shirō una pozione d'amore, anche se Sapphie risolve presto la faccenda cancellando i ricordi di tutti. |                   |         |
| 3  | Ragazze, la vita è breve, quindi marcite 「命短し腐れよ乙女」 - Inochi mijikashi kusare yo otome | 8 agosto 2015     |         |
| 3  | Afflitta da pensieri di oscenità riguardanti Illya e Kuro, Mimi inizia a trasporre i suoi pensieri in un racconto, che presto si trasforma nella storia d'amore di un ragazzo scambiato per genere. Questo cattura presto l'attenzione della sua compagna di classe Suzuka Kurihara e di sua sorella, che decidono di usare la sua storia per una dōjinshi yaoi. Preoccupata per la graduale trasformazione di Mimi in una fujoshi, Suzuka chiede l'aiuto di Illya, Miyu e Kuro. Nonostante non sia interessata al fascino di Mimi che ha per i manga yaoi, Illya crede che ciò non sia un ostacolo all'essere amiche. |                   |         |
| 4  | Panico nel parco a tema! 「てーまぱーく・ぱにっく！」 - Tēma Pāku Panikku! | 15 agosto 2015    |         |
| 4  | Illya riceve i biglietti per un parco a tema da Luvia e decide di andarvi con le sue amiche. Quando perdono le tracce di Irisviel, che viene trascinata in un evento speciale, incontrano Caren, che accetta di fargli da tutore. Più tardi, Illya scopre che il ciondolo sul suo braccialetto è scomparso, così Miyu decide di aiutarla a cercarlo. Seguendo i consigli di Caren, Miyu riesce a dedurre la posizione dell'amuleto e a trovarlo prima dell'orario di chiusura. Successivamente, Kuro si incuriosisce della relazione che c'è tra Irisviel e Caren. |                   |         |
| 5  | Yukata e fuochi d'artificio 「浴衣と花火」 - Yukata to hanabi | 22 agosto 2015    |         |
| 5  | Le ragazze partecipano al festival estivo locale, dove Illya mostra a Miyu come divertirsi. Più tardi, Rin e Luvia si mettono nei guai dinanzi a Shirō, mentre Illya usa la sua trasformazione per sfuggire a un malfunzionamento del guardaroba. Nel frattempo, Kuro si rende conto che Miyu sta nascondendo una sorta di segreto a Illya. |                   |         |
| 6  | Blue Glass Moon 「Blue Glass Moon」 | 29 agosto 2015    |         |
| 6  | Dopo aver completato la ricostruzione della sua villa, Luvia invita tutti a partecipare a una festa in casa sua, dopo la quale le ragazze discutono del loro piano per ottenere l'ottava carta. Mentre si preparano per quella che potrebbe essere la loro missione finale, Kuro interroga Irisviel su come le carte siano collegate alla Guerra del Santo Graal, che ha coinvolto solo sette classi. Escludendo la possibilità che Irisviel sia coinvolta, Kuro suggerisce di interrogare Miyu, ma Illya ritiene che sia meglio concentrarsi sul compito da svolgere e trovare la risposta da sole. |                   |         |
| 7  | Sicario 「執行者」 - Shikkōsha | 5 settembre 2015  |         |
| 7  | Le ragazze vengono raggiunte da Bazett, che rivela di aver dissipato la maledizione del dolore condiviso qualche tempo fa, poi entrano assieme nel Mondo Specchiato, dove si trovano di fronte all'ottava carta, avvolta da una nebbia nera. Seguendo il loro piano, Luvia trattiene il nemico mentre Rin procura un mezzo per migliorare la forza di Illya e Miyu, fornendo a Kuro un'apertura per attaccare. Tuttavia, il nemico riesce a bloccarlo con uno scudo e contrattacca, costringendo le ragazze a ritirarsi mentre Bazett va alla carica, solo per essere pugnalata da più spade brandite dal nemico. Mentre Bazett combatte usando il potere di Berserker, Illya e Kuro rimangono indietro per darle la possibilità di colpire, ma non sono ancora in grado di sconfiggerlo. Riuscendo a malapena a fuggire, Bazett informa le altre che il nemico possiede una seconda carta Archer, prima che questi appaia improvvisamente nel mondo reale. |                   |         |
| 8  | Osservatore 「観察者」 - Kansatsusha | 12 settembre 2015 |         |
| 8  | Luvia fa crollare il soffitto sul nemico in modo che tutte possano fuggire, ma si trasforma in un velivolo che inizia a dirigersi verso la città. Proprio in quel momento, le ragazze vengono avvicinate da Caren, rivelatasi un'osservatrice della Santa Chiesa, che aveva posto un campo delimitato intorno alla città per impedire a chiunque di vedere qualcosa, dando alle ragazze l'opportunità di riposare. Mentre Caren teorizza che la creatura stia prendendo di mira il Santo Graal, Kuro deduce che si riferisce a una diversa Guerra del Santo Graal, il nemico inizia così a dirigersi verso il Monte Enzō, dove scopre un cerchio magico. Alla fine Illya riesce ad interrompere il rituale dell'avversario ed estrae un ragazzo umano dal vortice. |                   |         |
| 9  | Il ragazzo dorato 「金色の少年」 - Kiniro no shōnen | 19 settembre 2015 |         |
| 9  | Mentre Caren sperimenta il suo incantesimo di osservazione, il ragazzo, rivelatosi essere lo spirito eroico dell'ottava carta, svela che Miyu è una principessa di un mondo parallelo che è nata come una versione completa del Santo Graal. Sapendo di non poter sfuggire al suo destino, Miyu dà Sapphire a Illya prima di essere trascinata nel vortice, completando la forma definitiva dello spirito eroico. Sapendo che Miyu è ancora viva all'interno del corpo del demone, Kuro e Bazett tengono a bada il mostro mentre Illya, raccogliendo la determinazione necessaria per salvare la sua amica, combina il potere di Ruby e Sapphire per scatenare una nuova potente trasformazione. |                   |         |
| 10 | Chiamare il tuo nome in ogni angolo del mondo 「世界の片隅で君の名を」 - Sekai no katasumi de kimi no na wo | 26 settembre 2015 |         |
| 10 | Usando il nuovo potere, che mette a rischio il suo stesso corpo, Illya combatte contro il demone mentre Kuro e le altre forniscono supporto. Mentre il nemico tira fuori la sua spada più forte, Ea, Illya usa tutta la sua forza per sconfiggerla e infine salvare Miyu. Dopo la battaglia, Illya e le sue amiche si riuniscono per finire i compiti estivi, con Miyu più che felice di dare una mano. Nel frattempo, Irisviel e Caren scoprono che il cratere è scomparso in un mondo parallelo, dove l'ottava carta viene recuperata da una misteriosa coppia di personaggi. |                   |         |

### Fate/kaleid liner Prisma Illya 3rei!
| Nº | Titolo italiano Giapponese 「Kanji」 - Rōmaji | In onda           | In onda |
| Nº | Titolo italiano Giapponese 「Kanji」 - Rōmaji | Giapponese        |         |
| 1  | Una città ammantata d'argento 「銀色に沈む街」 - Gin'iro ni shizumu machi | 6 luglio 2016     |         |
| 1  | Le ragazze scoprono che il cratere creato nella montagna durante la loro precedente battaglia è misteriosamente scomparso. Mentre indagano sulla scena, si trovano improvvisamente di fronte a due nuovi avversari che le attaccano e rapiscono Miyu. Mentre Illya cerca di inseguirla, si ritrova in un mondo parallelo coperto di neve, dove incontra una ragazza strana chiamata Tanaka. Nonostante apparentemente non abbia altri ricordi, Tanaka è in qualche modo in grado di dire a Illya che Miyu è stata rapita dalla famiglia Ainsworth. |                   |         |
| 2  | Incontri e rincontri 「邂逅と再会」 - Kaigō to saikai | 13 luglio 2016    |         |
| 2  | Illya e Tanaka vengono attaccate da uno dei rapitori di Miyu, Beatrice Flowerchild, prima che questa venga improvvisamente richiamata indietro. Mentre Tanaka spiega che l'unica cosa che ricorda è il suo dovere di eliminare la famiglia Ainsworth, lei e Illya si imbattono in un negozio di ramen, dove il proprietario, Kirei Kotomine, spiega che un'esplosione di gas ha creato il cratere. Quando si trovano improvvisamente a pagare un conto salatissimo, vengono salvate dallo spirito eroico che Illya aveva precedentemente affrontato, Gilgamesh, che le aiuta a condurle al castello di Ainsworth nel centro del cratere. Entrando nella roccaforte, si imbattono in una cella contenente il fratello maggiore di Miyu, che le esorta a salvare Miyu. Proprio in quel momento, vengono affrontate dall'altro membro dei rapitori di Miyu, Angelica. |                   |         |
| 3  | Il tuo vero nemico 「君の本当の敵」 - Kimi no hontō no teki | 20 luglio 2016    |         |
| 3  | Gilgamesh si fa avanti per affrontare Angelica mentre Illya e Tanaka vanno alla ricerca di Miyu, ma incontrano nuovamente Beatrice. Mentre Tanaka subisce degli attacchi brutali da parte di quest'ultima, Illya riesce a trovare Ruby tra una pila di armi, trasformandosi ancora una volta e installando la carta di Caster per combattere contro il Berserker di Beatrice. Dopo che Tanaka ha combattuto contro Beatrice, riuscendo a sopravvivere, Gilgamesh aiuta lei e Illya a ritirarsi. Proprio mentre Beatrice e Angelica li raggiungono, vengono richiamate dal capo della famiglia Ainsworth, Darius Ainsworth, mentre Kuro e Bazett arrivano a loro volta nel mondo parallelo. |                   |         |
| 4  | Per la mia sorellina insicura 「弱虫の妹へ」 - Yowamushi no imōto e | 27 luglio 2016    |         |
| 4  | Kuro porta Illya e gli altri alla scuola, dove lei e Bazett hanno instaurato una base. Kuro spiega quindi la loro situazione attuale mentre Bazett dà a Illya le carte Saber, Rider e Lancer. Mentre Gilgamesh spiega a Bazett cosa sono le carte, Kuro nota che Illya è giù di morale, così la affronta in una battaglia, costringendola a usare le carte che ha ricevuto da Bazett per difendersi. Durante lo scontro, Kuro informa Illya che le sue paure di trovarsi in un mondo sconosciuto sono gli stessi sentimenti che Miyu ha tenuto per sé per tutto il tempo. Vincendo lo scontro con la carta Saber, Illya capisce cosa le voleva insegnare Kuro. |                   |         |
| 5  | La piccola Lady all'attacco 「リトルレディ、襲来」 - Ritoru Redi, shūrai | 3 agosto 2016     |         |
| 5  | Illya aiuta una ragazza di nome Erica, la quale è rimasta bloccata su un muro della scuola e si è bagnata. Mentre le ragazze fanno il bagno insieme, scoprono che Tanaka ha perso i suoi ricordi poco prima di incontrare Illya. In seguito, quando Sapphire riesce a mettersi in contatto con Ruby, Erica viene raccolta da suo padre, che si scopre essere lo stesso Darius. |                   |         |
| 6  | Agghiacciante ostilità 「凍てつく敵意」 - Itetsuku tekii | 10 agosto 2016    |         |
| 6  | Darius intrappola Illya all'interno della sua arma nobile, ovvero una barriera di ghiaccio, che interrompe lentamente la sua fornitura di ossigeno. Tanaka riesce a sfondare la barriera, permettendo alle altre di venire in aiuto di Illya, ma sono tutte impotenti contro Darius. Dopo essersi interessato alle capacità di Tanaka, Darius si congeda, con Erica che lascia alcune parole inquietanti per Illya. Mentre Illya e gli altri cercano di prevedere la loro prossima mossa, Darius esegue un doloroso rituale con Miyu. Il giorno dopo, Kuro scopre che Illya è scomparsa, lasciando dietro di sé le sue Carte delle Classi. |                   |         |
| 7  | Bambole e peluche 「人形とぬいぐるみ」 - Ningyō to nuigurumi | 17 agosto 2016    |         |
| 7  | Illya si sveglia e scopre di essere stata rapita dagli Ainsworth che, dopo aver fallito il lavaggio del cervello, hanno trasferito la sua coscienza all'interno di un peluche, inserendo una falsa personalità nel suo corpo originale. Dopo aver preso il controllo del suo nuovo corpo, Illya cerca di inseguire l'originale ma viene catturata da Beatrice, che la porta nella sua stanza. Prima che Beatrice possa ridurla a brandelli, Illya viene salvata dall'arrivo di Rin e Luvia, solo per scoprire che anche loro sono state sottoposte al lavaggio del cervello per diventare cameriere. Fuggendo nella soffitta, Illya riesce a trovare Sapphire, che le dà il potere di trasformarsi. |                   |         |
| 8  | Persone e Strumenti 「人と道具」 - Hito to dōgu | 24 agosto 2016    |         |
| 8  | Dopo aver scoperto che ferendo i corpi posseduti degli altri si potrà far ritornare indietro le loro personalità originali, Illya, ancora impotente nonostante la trasformazione, cerca di confrontarsi con Rin e Luvia ancora possedute, le quali impiegano le proprie armi nobili per combattere contro di lei. Il combattimento si sposta nella stanza di Erica, dove Angelica trova tutte e tre, e qui Illya usa il tempismo di una frazione di secondo per tornare al suo corpo originale. Mentre Angelica usa la magia di spostamento per sopraffare Illya, rivela che gli Ainsworth stanno cercando di salvare il loro mondo, che sta lentamente morendo, usando Miyu come Santo Graal. |                   |         |
| 9  | La decisione di Illya 「イリヤの選択」 - Iriya no sentaku | 31 agosto 2016    |         |
| 9  | Angelica spiega che la diminuzione del mana del mondo sta uccidendo poco a poco le forme di vita rimaste e che gli Ainsworth intendono utilizzare il Santo Graal per trasformare l'umanità in una specie in grado di sopravvivere in questo nuovo ambiente. Costretta a usare la carta di Assassin per fuggire, Illya, in conflitto sulla scelta tra Miyu e l'umanità, viene salvata da Kuro, che afferma la sua determinazione a salvare Miyu indipendentemente dalla situazione. Mentre Darius costringe Miyu a guardare la battaglia che tutti stanno affrontando in quel momento, Illya prende la sua decisione, ovvero quella di salvare sia Miyu che il mondo senza sacrificare nessuno dei due. |                   |         |
| 10 | Verso la principessa 「姫の元へ」 - Hime no moto e | 7 settembre 2016  |         |
| 10 | Mentre Gilgamesh e Bazett riescono a riportare Rin e Luvia ai loro corpi originali, Illya affronta a viso aperto Darius, usando una carta che ha ricevuto da Kuro per colpirlo con un pugnale progettato per interrompere la sua magia, dopodiché si riunisce a Miyu. Tuttavia, dal corpo di Darius emerge suo figlio, Julian, che rivela un grande cubo nero nel cielo e usa il suo potere oscuro per consumare Erica e creare un esercito di spiriti eroici. Proprio quando l'esercito sembra sopraffarli, vengono salvati dall'arrivo del fratello di Miyu, che ha una forte somiglianza con Shirō. |                   |         |
| 11 | Non sei sola 「独りじゃない」 - Hitori ja nai | 14 settembre 2016 |         |
| 11 | Mettendo a rischio il proprio corpo per usare l'abilità Trace On per creare armi, il fratello di Miyu viene aiutato da Kuro mentre combatte Angelica mentre gli altri affrontano gli spiriti eroici. Dopo che Kuro riesce a usare il teletrasporto per sconfiggere Angelica, il fratello di Miyu insegue Julian ma viene gravemente ferito da una donna misteriosa e squilibrata. Mentre Miyu usa la carta Archer per affrontarla, ne viene posseduta fino a quando Gilgamesh non la recupera dal suo corpo. Mentre Julian scaccia la donna, Illya tira fuori tutta la sua forza in un attacco a tutto campo. |                   |         |
| 12 | Miracoli intrecciati 「繋いだ奇跡」 - Tsunaida kiseki | 21 settembre 2016 |         |
| 12 | Poiché l'attacco di Illya non riesce a fermare l'esercito in via di rigenerazione, Tanaka lancia una misteriosa spada nel mezzo della mischia, permettendo a Illya di danneggiare il cubo nero e dissipare il fango che ha fatto crescere l'esercito. Mentre Julian scappa con Erica e Beatrice, Bazett riesce a recuperare una gemma che consente a Rin di curare adeguatamente il fratello di Miyu. Dopo che tutti, inclusa Angelica, sono tornati a casa di Miyu, Illya e Kuro scoprono che la spada che ha usato era in realtà il braccio di Tanaka. Mentre Julian prepara la sua vendetta, Miyu e suo fratello raccontano agli altri cosa gli è successo in passato. |                   |         |

## Home video

### Giappone
La prima stagione è stata pubblicata in DVD e Blu-ray dal 27 settembre 2013 al 31 gennaio 2014
| N° | Data              | Episodi | Fonte  |
| -- | ----------------- | ------- | ------ |
| 1  | 27 settembre 2013 | 1-2     | [ 23 ] |
| 2  | 25 ottobre 2013   | 3-4     | [ 23 ] |
| 3  | 29 novembre 2013  | 5-6     | [ 23 ] |
| 4  | 27 dicembre 2013  | 7-8     | [ 23 ] |
| 5  | 31 gennaio 2014   | 9-10    | [ 23 ] |

La seconda stagione è stata pubblicata in DVD e Blu-ray dal 26 settembre 2014 al 30 gennaio 2015.
| N° | Data              | Episodi | Fonte  |
| -- | ----------------- | ------- | ------ |
| 1  | 26 settembre 2014 | 1-2     | [ 24 ] |
| 2  | 31 ottobre 2014   | 3-4     | [ 26 ] |
| 3  | 28 novembre 2014  | 5-6     | [ 27 ] |
| 4  | 26 dicembre 2014  | 7-8     | [ 28 ] |
| 5  | 30 gennaio 2015   | 9-10    | [ 25 ] |

La terza stagione è stata pubblicata in DVD e Blu-ray dal 25 settembre 2015 al 29 gennaio 2016.
| N° | Data              | Episodi | Fonte  |
| -- | ----------------- | ------- | ------ |
| 1  | 25 settembre 2015 | 1-2     | [ 29 ] |
| 2  | 30 ottobre 2015   | 3-4     | [ 31 ] |
| 3  | 27 novembre 2015  | 5-6     | [ 32 ] |
| 4  | 25 dicembre 2015  | 7-8     | [ 33 ] |
| 5  | 29 gennaio 2016   | 9-10    | [ 30 ] |

La quarta stagione è stata pubblicata in DVD e Blu-ray dal 30 settembre 2016 al 24 febbraio 2017.
| N° | Data              | Episodi | Fonte  |
| -- | ----------------- | ------- | ------ |
| 1  | 30 settembre 2016 | 1-2     | [ 34 ] |
| 2  | 28 ottobre 2016   | 3-4     | [ 36 ] |
| 3  | 25 novembre 2016  | 5-6     | [ 37 ] |
| 4  | 23 dicembre 2016  | 7-8     | [ 38 ] |
| 5  | 27 gennaio 2017   | 9-10    | [ 39 ] |
| 6  | 24 febbraio 2017  | 11-12   | [ 35 ] |